# Тітіріджі вохристий
Тітірі́джі вохристий (Hemitriccus flammulatus) — вид горобцеподібних птахів родини тиранових (Tyrannidae). Мешкає в Південній Америці.

## Підвиди
Виділяють два підвиди:
- H. f. flammulatus Berlepsch, 1901 — схід Перу (від Сан-Мартіна до Мадре-де-Дьйос), східна Бразилія (Акрі, Рондонія і Мату-Гросу) і Болівія  (від сходу Бені до південної Кочабамби);
- H. f. olivascens (Todd, 1915) — Болівія (долина річки Суруту[en] в департаменті Санта-Крус).

## Поширення і екологія
Вохристі тітіріджі мешкають в Бразилії, Болівії і Перу. Вони живуть у вологих рівнинних тропічних лісах. Зустрічаються на висоті до 700 м над рівнем моря.